# Segunda Categoría de Azuay 2023
El Campeonato Provincial de Fútbol de Segunda Categoría de Azuay 2023, llamado oficialmente «Copa Baldor Bermeo Cabrera» por motivos de patrocinio, fue un torneo de fútbol en Ecuador en el cual compitieron equipos de la provincia de Azuay. El torneo fue organizado por la Asociación de Fútbol Profesional del Azuay (AFA) y avalado por la Federación Ecuatoriana de Fútbol. El torneo inició el 13 de mayo y finalizó el 13 de agosto. Participaron 15 clubes de fútbol y entregó tres cupos a los play-offs del Ascenso Nacional 2023 por el ascenso a la Serie B.

## Sistema de campeonato
El sistema determinado por la Asociación de Fútbol Profesional del Azuay fue el siguiente:
- Primera fase: Los 15 equipos fueron divididos en tres grupos de cinco equipos cada uno, jugaron todos contra todos ida y vuelta, los dos primeros de cada grupo más los dos mejores terceros avanzaron a la siguiente etapa.[2]

- Fase final: Los ocho equipos clasificados de la etapa anterior se ordenaron en una sola tabla en base a los puntos y goles obtenidos, se enfrentaron entre sí en play-offs eliminatorios desde Cuartos de final (ida y vuelta) para determinar al campeón y subcampeón del torneo, las semifinales y final se jugaron a partido único. El orden de los enfrentamientos de cuartos de final fue: 1.° vs. 8.°, 2.° vs. 7.°, 3.° vs. 6.° y 4.° vs. 5.°.[2]

## Equipos participantes
| Equipos participantes                    | Equipos participantes | Equipos participantes                                           |
| ---------------------------------------- | --------------------- | --------------------------------------------------------------- |
|                                          |                       |                                                                 |
| Equipo                                   | Ciudad                | Estadio                                                         |
| Aviced Fútbol Club                       | Cuenca                | Estadio de Patamarca                                            |
| Círculo Cruz del Vado Social y Deportivo | Cuenca                | Estadio Eduardo Crespo Malo                                     |
| Santa Ana Sporting Club                  | Cuenca                | Estadio Eduardo Crespo Malo                                     |
| Club Sociedad Deportiva El Cuartel       | Paute                 | Estadio Eduardo Crespo Malo                                     |
| Club Deportivo Estrella Roja             | Cuenca                | Estadio Gerardo León Pozo                                       |
| Club Deportivo Baldor Bermeo Cabrera     | Ponce Enríquez        | Estadio de la Liga Deportiva Cantonal de Ponce Enríquez         |
| Cuenca Fútbol Club                       | Cuenca                | Complejo la Victoria                                            |
| Club Social Deportivo Tecni Club         | Cuenca                | Estadio Universidad Politécnica Salesiana - Valeriano Gavinelli |
| Club Deportivo San Pedro del Pongo       | Girón                 | Estadio Rosa de Gómez                                           |
| Paute Fútbol Club                        | Paute                 | Estadio Eduardo Crespo Malo                                     |
| Liga Deportiva de Cuenca                 | Cuenca                | Estadio Eduardo Crespo Malo                                     |
| Club Deportivo Propraxis                 | Cuenca                | Estadio de Patamarca                                            |
| Atenas Fútbol Club                       | Cuenca                | Estadio Gerardo León Pozo                                       |
| Santa Isabel Fútbol Club                 | Santa Isabel          | Estadio Rosa de Gómez                                           |
| Cuenca City Fútbol Club                  | Cuenca                | Estadio de Patamarca                                            |

## Equipos por cantón
| Cantón         | N.º | Equipos |
| -------------- | --- | --- |
| Cuenca         | 10  | - Atenas F. C. - Aviced F. C. - Santa Ana S. C. - Estrella Roja - Cuenca F. C. - Cruz del Vado - Tecni Club - Liga de Cuenca - Propraxis - Cuenca City F. C. |
| Paute          | 2   | - El Cuartel - Paute F. C. |
| Ponce Enríquez | 1   | - Baldor Bermeo Cabrera |
| Girón          | 1   | - San Pedro del Pongo |
| Santa Isabel   | 1   | - Santa Isabel F. C. |

## Primera fase

### Grupo A

#### Clasificación
| Pos. | Equipo          | Pts. | PJ | G | E | P | GF | GC | Dif. | Clasificación |
| ---- | --------------- | ---- | -- | - | - | - | -- | -- | ---- | ------------- |
| 1    | Liga de Cuenca  | 24   | 8  | 8 | 0 | 0 | 36 | 1  | +35  | Fase final    |
| 2    | Aviced F. C.    | 18   | 8  | 6 | 0 | 2 | 31 | 5  | +26  | Fase final    |
| 3    | Paute F. C.     | 10   | 8  | 3 | 1 | 4 | 9  | 7  | +2   |               |
| 4    | Cuenca City     | 5    | 8  | 1 | 2 | 5 | 8  | 24 | −16  |               |
| 5    | Santa Ana S. C. | 1    | 8  | 0 | 1 | 7 | 6  | 53 | −47  |               |

 Fuente: Aso Azuay, @AscensoEcuador, @TotalFutbol_EC
Criterios de clasificación: 1) Puntos; 2) Diferencia de goles; 3) Goles marcados; 4) Goles de visitante

#### Evolución de la clasificación
| Equipo / Fecha  | 1 | 2 | 3 | 4 | 5 | 6 | 7 | 8 | 9 | 10 |
| --------------- | - | - | - | - | - | - | - | - | - | -- |
| Liga de Cuenca  | 1 | 1 | 1 | 1 | 1 | 1 | 1 | 1 | 1 | 1  |
| Aviced F. C.    | 3 | 5 | 3 | 2 | 2 | 2 | 3 | 2 | 2 | 2  |
| Paute F. C.     | 2 | 2 | 2 | 3 | 3 | 3 | 2 | 3 | 3 | 3  |
| Cuenca City     | 5 | 3 | 4 | 4 | 4 | 4 | 4 | 4 | 4 | 4  |
| Santa Ana S. C. | 4 | 4 | 5 | 5 | 5 | 5 | 5 | 5 | 5 | 5  |

#### Resultados
- Los horarios corresponden al huso horario de Ecuador: (UTC-5).

| Liga de Cuenca      | 5 - 0 | Cuenca City     | Eduardo Crespo Malo | 13 de mayo | 11:00 |
| Paute F. C.         | 3 - 1 | Santa Ana S. C. | Eduardo Crespo Malo | 13 de mayo | 15:00 |
| Libre: Aviced F. C. |       |                 |                     |            |       |

| Aviced F. C.           | 0 - 2 | Liga de Cuenca | Complejo de Patamarca | 19 de mayo | 15:00 |
| Cuenca City            | 0 - 0 | Paute F. C.    | Complejo de Patamarca | 21 de mayo | 11:00 |
| Libre: Santa Ana S. C. |       |                |                       |            |       |

| Paute F. C.           | 0 - 1 | Aviced F. C. | Eduardo Crespo Malo | 26 de mayo | 15:00 |
| Santa Ana S. C.       | 2 - 2 | Cuenca City  | Eduardo Crespo Malo | 28 de mayo | 15:00 |
| Libre: Liga de Cuenca |       |              |                     |            |       |

| Aviced F. C.       | 8 - 2 | Santa Ana S. C. | Complejo de Patamarca | 3 de junio | 11:30 |
| Liga de Cuenca     | 1 - 0 | Paute F. C.     | Eduardo Crespo Malo   | 4 de junio | 11:00 |
| Libre: Cuenca City |       |                 |                       |            |       |

| Santa Ana S. C.    | 0 - 9 | Liga de Cuenca | Eduardo Crespo Malo | 11 de junio | 10:00 |
| Cuenca City        | 0 - 9 | Aviced F. C.   | Gerardo León Pozo   | 11 de junio | 10:00 |
| Libre: Paute F. C. |       |                |                     |             |       |

| Santa Ana S. C.     | 1 - 4 | Paute F. C.    | Eduardo Crespo Malo | 17 de junio | 15:00 |
| Cuenca City         | 0 - 5 | Liga de Cuenca | Gerardo León Pozo   | 18 de junio | 10:00 |
| Libre: Aviced F. C. |       |                |                     |             |       |

| Paute F. C.            | 1 - 0 | Cuenca City  | Eduardo Crespo Malo       | 24 de junio | 15:00 |
| Liga de Cuenca         | 1 - 0 | Aviced F. C. | Alejandro Serrano Aguilar | 24 de junio | 15:00 |
| Libre: Santa Ana S. C. |       |              |                           |             |       |

| Aviced F. C.          | 1 - 0 | Paute F. C.     | Complejo de Patamarca | 1 de julio | 11:00 |
| Cuenca City           | 6 - 0 | Santa Ana S. C. | Gerardo León Pozo     | 1 de julio | 11:00 |
| Libre: Liga de Cuenca |       |                 |                       |            |       |

| Paute F. C.        | 1 - 2  | Liga de Cuenca | Eduardo Crespo Malo   | 8 de julio | 15:00 |
| Santa Ana S. C.    | 0 - 10 | Aviced F. C.   | Complejo de Patamarca | 9 de julio | 10:00 |
| Libre: Cuenca City |        |                |                       |            |       |

| Liga de Cuenca     | 11 - 0 | Santa Ana S. C. | Alejandro Serrano Aguilar | 14 de julio | 16:00 |
| Aviced F. C.       | 2 - 0  | Cuenca City     | Complejo de Patamarca     | 15 de julio | 11:00 |
| Libre: Paute F. C. |        |                 |                           |             |       |

#### Tabla de resultados cruzados
| Local \ Visitante | AVI  | CCI | LDC | PAU | ANA  |
| ----------------- | ---- | --- | --- | --- | ---- |
| Aviced F. C.      | —    | 2–0 | 0–2 | 1–0 | 8–2  |
| Cuenca City       | 0–9  | —   | 0–5 | 0–0 | 6–0  |
| Liga de Cuenca    | 1–0  | 5–0 | —   | 1–0 | 11–0 |
| Paute F. C.       | 0–1  | 1–0 | 1–2 | —   | 3–1  |
| Santa Ana S. C.   | 0–10 | 2–2 | 0–9 | 1–4 | —    |

### Grupo B

#### Clasificación
| Pos. | Equipo                | Pts. | PJ | G | E | P | GF | GC | Dif. | Clasificación |
| ---- | --------------------- | ---- | -- | - | - | - | -- | -- | ---- | ------------- |
| 1    | Baldor Bermeo Cabrera | 20   | 8  | 6 | 2 | 0 | 29 | 4  | +25  | Fase final    |
| 2    | San Pedro del Pongo   | 14   | 8  | 4 | 2 | 2 | 21 | 10 | +11  | Fase final    |
| 3    | Estrella Roja         | 14   | 8  | 4 | 2 | 2 | 19 | 9  | +10  | Fase final    |
| 4    | Propraxis             | 9    | 8  | 3 | 0 | 5 | 10 | 13 | −3   |               |
| 5    | El Cuartel            | 0    | 8  | 0 | 0 | 8 | 4  | 47 | −43  |               |

 Fuente: Aso Azuay, @AscensoEcuador, @TotalFutbol_EC
Criterios de clasificación: 1) Puntos; 2) Diferencia de goles; 3) Goles marcados; 4) Goles de visitante

#### Evolución de la clasificación
| Equipo / Fecha        | 1 | 2 | 3 | 4 | 5 | 6 | 7 | 8 | 9 | 10 |
| --------------------- | - | - | - | - | - | - | - | - | - | -- |
| Baldor Bermeo Cabrera | 2 | 2 | 2 | 1 | 1 | 1 | 1 | 1 | 1 | 1  |
| San Pedro del Pongo   | 1 | 1 | 1 | 2 | 2 | 2 | 2 | 2 | 2 | 2  |
| Estrella Roja         | 3 | 3 | 3 | 3 | 3 | 3 | 3 | 4 | 3 | 3  |
| Propraxis             | 4 | 5 | 4 | 4 | 4 | 4 | 4 | 3 | 4 | 4  |
| El Cuartel            | 5 | 4 | 5 | 5 | 5 | 5 | 5 | 5 | 5 | 5  |

#### Resultados
- Los horarios corresponden al huso horario de Ecuador: (UTC-5).

| San Pedro del Pongo   | 4 - 0 | El Cuartel | Rosa de Gómez                | 13 de mayo | 11:00 |
| Baldor Bermeo Cabrera | 1 - 0 | Propraxis  | LDC de Camilo Ponce Enríquez | 14 de mayo | 11:00 |
| Libre: Estrella Roja  |       |            |                              |            |       |

| Estrella Roja     | 0 - 1 | Baldor Bermeo Cabrera | Gerardo León Pozo     | 20 de mayo | 10:30 |
| Propraxis         | 0 - 3 | San Pedro del Pongo   | Complejo de Patamarca | 20 de mayo | 11:00 |
| Libre: El Cuartel |       |                       |                       |            |       |

| San Pedro del Pongo          | 2 - 4 | Estrella Roja | Rosa de Gómez       | 26 de mayo | 09:00 |
| El Cuartel                   | 1 - 4 | Propraxis     | Eduardo Crespo Malo | 26 de mayo | 11:00 |
| Libre: Baldor Bermeo Cabrera |       |               |                     |            |       |

| Estrella Roja         | 4 - 2 | El Cuartel          | Alejandro Serrano Aguilar | 3 de junio | 11:30 |
| Baldor Bermeo Cabrera | 3 - 1 | San Pedro del Pongo | Estadio de Shumiral       | 4 de junio | 14:00 |
| Libre: Propraxis      |       |                     |                           |            |       |

| El Cuartel                 | 0 - 5 | Baldor Bermeo Cabrera | Eduardo Crespo Malo   | 9 de junio  | 11:00 |
| Propraxis                  | 2 - 1 | Estrella Roja         | Complejo de Patamarca | 10 de junio | 10:00 |
| Libre: San Pedro del Pongo |       |                       |                       |             |       |

| El Cuartel           | 1 - 8 | San Pedro del Pongo   | Eduardo Crespo Malo   | 16 de junio | 15:00 |
| Propraxis            | 0 - 1 | Baldor Bermeo Cabrera | Complejo de Patamarca | 18 de junio | 09:00 |
| Libre: Estrella Roja |       |                       |                       |             |       |

| San Pedro del Pongo   | 2 - 1 | Propraxis     | Rosa de Gómez       | 23 de junio | 11:30 |
| Baldor Bermeo Cabrera | 2 - 2 | Estrella Roja | Estadio de Shumiral | 24 de junio | 13:00 |
| Libre: El Cuartel     |       |               |                     |             |       |

| Estrella Roja                | 0 - 0 | San Pedro del Pongo | Alejandro Serrano Aguilar | 1 de julio | 11:00 |
| Propraxis                    | 3 - 0 | El Cuartel          | Complejo de Patamarca     | 1 de julio | 15:00 |
| Libre: Baldor Bermeo Cabrera |       |                     |                           |            |       |

| San Pedro del Pongo | 1 - 1 | Baldor Bermeo Cabrera | Rosa de Gómez             | 7 de julio | 11:00 |
| El Cuartel          | 0 - 4 | Estrella Roja         | Alejandro Serrano Aguilar | 7 de julio | 15:00 |
| Libre: Propraxis    |       |                       |                           |            |       |

| Estrella Roja              | 4 - 0  | Propraxis  | Alejandro Serrano Aguilar | 14 de julio | 13:00 |
| Baldor Bermeo Cabrera      | 15 - 0 | El Cuartel | Estadio de Shumiral       | 15 de julio | 13:00 |
| Libre: San Pedro del Pongo |        |            |                           |             |       |

#### Tabla de resultados cruzados
| Local \ Visitante     | CUA  | BBC | ROJ | PRO | SPP |
| --------------------- | ---- | --- | --- | --- | --- |
| El Cuartel            | —    | 0–5 | 0–4 | 1–4 | 1–8 |
| Baldor Bermeo Cabrera | 15–0 | —   | 2–2 | 1–0 | 3–1 |
| Estrella Roja         | 4–2  | 0–1 | —   | 4–0 | 0–0 |
| Propraxis             | 3–0  | 0–1 | 2–1 | —   | 0–3 |
| San Pedro del Pongo   | 4–0  | 1–1 | 2–4 | 2–1 | —   |

### Grupo C

#### Clasificación
| Pos. | Equipo             | Pts. | PJ | G | E | P | GF | GC | Dif. | Clasificación |
| ---- | ------------------ | ---- | -- | - | - | - | -- | -- | ---- | ------------- |
| 1    | Cuenca F. C        | 22   | 8  | 7 | 1 | 0 | 30 | 3  | +27  | Fase final    |
| 2    | Cruz del Vado      | 13   | 8  | 4 | 1 | 3 | 17 | 11 | +6   | Fase final    |
| 3    | Tecni Club         | 13   | 8  | 4 | 1 | 3 | 14 | 17 | −3   | Fase final    |
| 4    | Atenas F. C.       | 6    | 8  | 1 | 3 | 4 | 12 | 12 | 0    |               |
| 5    | Santa Isabel F. C. | 3    | 8  | 1 | 0 | 7 | 5  | 35 | −30  |               |

 Fuente: Aso Azuay, @AscensoEcuador, @TotalFutbol_EC
Criterios de clasificación: 1) Puntos; 2) Diferencia de goles; 3) Goles marcados; 4) Goles de visitante

#### Evolución de la clasificación
| Equipo / Fecha     | 1 | 2 | 3 | 4 | 5 | 6 | 7 | 8 | 9 | 10 |
| ------------------ | - | - | - | - | - | - | - | - | - | -- |
| Cuenca F. C.       | 4 | 2 | 1 | 1 | 1 | 1 | 1 | 1 | 1 | 1  |
| Cruz del Vado      | 1 | 3 | 3 | 3 | 3 | 3 | 3 | 3 | 3 | 2  |
| Tecni Club         | 3 | 1 | 2 | 2 | 2 | 2 | 2 | 2 | 2 | 3  |
| Atenas F. C.       | 2 | 4 | 5 | 5 | 5 | 5 | 5 | 4 | 4 | 4  |
| Santa Isabel F. C. | 5 | 5 | 4 | 4 | 4 | 4 | 4 | 5 | 5 | 5  |

#### Resultados
- Los horarios corresponden al huso horario de Ecuador: (UTC-5).

| Tecni Club          | 1 - 1 | Atenas F. C.       | Valeriano Gavinelli | 14 de mayo | 10:00 |
| Cruz del Vado       | 4 - 2 | Santa Isabel F. C. | Eduardo Crespo Malo | 14 de mayo | 11:00 |
| Libre: Cuenca F. C. |       |                    |                     |            |       |

| Santa Isabel F. C.  | 0 - 3 | Tecni Club    | Rosa de Gómez        | 20 de mayo | 09:30 |
| Cuenca F. C.        | 4 - 0 | Cruz del Vado | Complejo La Victoria | 21 de mayo | 11:00 |
| Libre: Atenas F. C. |       |               |                      |            |       |

| Atenas F. C.         | 1 - 2 | Santa Isabel F. C. | Gerardo León Pozo   | 26 de mayo | 09:00 |
| Tecni Club           | 1 - 3 | Cuenca F. C.       | Valeriano Gavinelli | 28 de mayo | 15:00 |
| Libre: Cruz del Vado |       |                    |                     |            |       |

| Cuenca F. C.              | 1 - 1 | Atenas F. C. | Complejo La Victoria | 3 de junio | 11:00 |
| Cruz del Vado             | 2 - 3 | Tecni Club   | Valeriano Gavinelli  | 4 de junio | 15:00 |
| Libre: Santa Isabel F. C. |       |              |                      |            |       |

| Atenas F. C.       | 1 - 3 | Cruz del Vado | Eduardo Crespo Malo | 10 de junio | 10:00 |
| Santa Isabel F. C. | 0 - 7 | Cuenca F. C.  | Rosa de Gómez       | 10 de junio | 10:00 |
| Libre: Tecni Club  |       |               |                     |             |       |

| Atenas F. C.        | 2 - 3 | Tecni Club    | Eduardo Crespo Malo | 17 de junio | 10:00 |
| Santa Isabel F. C.  | 0 - 3 | Cruz del Vado | Rosa de Gómez       | 17 de junio | 15:30 |
| Libre: Cuenca F. C. |       |               |                     |             |       |

| Cruz del Vado       | 0 - 1 | Cuenca F. C.       | Eduardo Crespo Malo | 24 de junio | 10:00 |
| Tecni Club          | 2 - 1 | Santa Isabel F. C. | Valeriano Gavinelli | 25 de junio | 15:00 |
| Libre: Atenas F. C. |       |                    |                     |             |       |

| Cuenca F. C.         | 3 - 1 | Tecni Club   | Complejo La Victoria | 30 de junio | 15:00 |
| Santa Isabel F. C.   | 0 - 6 | Atenas F. C. | Rosa de Gómez        | 1 de julio  | 15:30 |
| Libre: Cruz del Vado |       |              |                      |             |       |

| Atenas F. C.              | 0 - 2 | Cuenca F. C.  | Complejo de Patamarca | 8 de julio | 10:00 |
| Tecni Club                | 0 - 5 | Cruz del Vado | Valeriano Gavinelli   | 8 de julio | 19:00 |
| Libre: Santa Isabel F. C. |       |               |                       |            |       |

| Cuenca F. C.      | 9 - 0 | Santa Isabel F. C. | Estadio de Victoria del Portete | 14 de julio | 15:00 |
| Cruz del Vado     | 0 - 0 | Atenas F. C.       | Eduardo Crespo Malo             | 15 de julio | 10:00 |
| Libre: Tecni Club |       |                    |                                 |             |       |

#### Tabla de resultados cruzados
| Local \ Visitante  | ATE | CRU | CUE | ISA | TEC |
| ------------------ | --- | --- | --- | --- | --- |
| Atenas F. C.       | —   | 1–3 | 0–2 | 1–2 | 2–3 |
| Cruz del Vado      | 0–0 | —   | 0–1 | 4–2 | 2–3 |
| Cuenca F. C        | 1–1 | 4–0 | —   | 9–0 | 3–1 |
| Santa Isabel F. C. | 0–6 | 0–3 | 0–7 | —   | 0–3 |
| Tecni Club         | 1–1 | 0–5 | 1–3 | 2–1 | —   |

### Mejores terceros
| Pos. | Grp. | Equipo        | Pts. | PJ | G | E | P | GF | GC | Dif. | Clasificación |
| ---- | ---- | ------------- | ---- | -- | - | - | - | -- | -- | ---- | ------------- |
| 1    | B    | Estrella Roja | 14   | 8  | 4 | 2 | 2 | 19 | 9  | +10  | Fase final    |
| 2    | C    | Tecni Club    | 13   | 8  | 4 | 1 | 3 | 14 | 17 | −3   | Fase final    |
| 3    | A    | Paute F. C.   | 10   | 8  | 3 | 1 | 4 | 9  | 7  | +2   |               |

 Fuente: Aso Azuay
Criterios de clasificación: 1) Puntos; 2) Diferencia de gol; 3) Goles anotados; 4) Puntos disciplinarios; 5) Sorteo.

### Tabla de clasificados
| Pos. | Grp. | Equipo                | Pts. | PJ | G | E | P | GF | GC | Dif. | Posición en el grupo |
| ---- | ---- | --------------------- | ---- | -- | - | - | - | -- | -- | ---- | -------------------- |
| 1    | A    | Liga de Cuenca        | 24   | 8  | 8 | 0 | 0 | 36 | 1  | +35  | Primeros             |
| 2    | C    | Cuenca F. C.          | 22   | 8  | 7 | 1 | 0 | 30 | 3  | +27  | Primeros             |
| 3    | B    | Baldor Bermeo Cabrera | 20   | 8  | 6 | 2 | 0 | 29 | 4  | +25  | Primeros             |
| 4    | A    | Aviced F. C.          | 18   | 8  | 6 | 0 | 2 | 31 | 5  | +26  | Segundos             |
| 5    | B    | San Pedro del Pongo   | 14   | 8  | 4 | 2 | 2 | 21 | 10 | +11  | Segundos             |
| 6    | C    | Cruz del Vado         | 13   | 8  | 4 | 1 | 3 | 17 | 11 | +6   | Segundos             |
| 7    | B    | Estrella Roja         | 14   | 8  | 4 | 2 | 2 | 19 | 9  | +10  | Terceros             |
| 8    | C    | Tecni Club            | 13   | 8  | 4 | 1 | 3 | 14 | 17 | −3   | Terceros             |

 Fuente: Aso Azuay, @AscensoEcuador
Criterios de clasificación: 1) Puntos; 2) Diferencia de goles; 3) Goles marcados; 4) Goles de visitante

## Fase final

### Cuadro de desarrollo
|  | Cuartos de final                                  | Cuartos de final                                  | Cuartos de final                                  | Cuartos de final                                  | Cuartos de final                                  |   |   | Semifinales           | Semifinales | Semifinales |   |                              | Final                        | Final                        | Final        |  |
|  | 22 y 23 de julio (ida) 28 al 30 de julio (vuelta) | 22 y 23 de julio (ida) 28 al 30 de julio (vuelta) | 22 y 23 de julio (ida) 28 al 30 de julio (vuelta) | 22 y 23 de julio (ida) 28 al 30 de julio (vuelta) | 22 y 23 de julio (ida) 28 al 30 de julio (vuelta) |   |   | 5 de agosto           | 5 de agosto | 5 de agosto |   |                              | 13 de agosto                 | 13 de agosto                 | 13 de agosto |  |
|  |                                                   |                                                   |                                                   |                                                   |                                                   |   |   |                       |             |             |   |                              |                              |                              |              |  |
|  |                                                   |                                                   |                                                   |                                                   |                                                   |   |   |                       |             |             |   |                              |                              |                              |              |  |
|  | 1                                                 | Liga de Cuenca                                    | 4                                                 | 6                                                 | 10                                                |   |   |                       |             |             |   |                              |                              |                              |              |  |
|  | 1                                                 | Liga de Cuenca                                    | 4                                                 | 6                                                 | 10                                                |   |   |                       |             |             |   |                              |                              |                              |              |  |
|  | 8                                                 | Tecni Club                                        | 0                                                 | 1                                                 | 1                                                 |   |   |                       |             |             |   |                              |                              |                              |              |  |
|  | 8                                                 | Tecni Club                                        | 0                                                 | 1                                                 | 1                                                 |   | 1 | Liga de Cuenca        | 2           |             |   |                              |                              |                              |              |  |
|  |                                                   |                                                   |                                                   |                                                   |                                                   |   | 1 | Liga de Cuenca        | 2           |             |   |                              |                              |                              |              |  |
|  |                                                   |                                                   | 4                                                 | Aviced F. C.                                      | 1                                                 |   |   |                       |             |             |   |                              |                              |                              |              |  |
|  | 4                                                 | Aviced F. C.                                      | 4                                                 | Aviced F. C.                                      | 1                                                 | 5 | 2 | 7                     |             |             |   |                              |                              |                              |              |  |
|  | 4                                                 | Aviced F. C.                                      |                                                   |                                                   |                                                   |   |   | 7                     |             |             |   |                              |                              |                              |              |  |
|  | 5                                                 | San Pedro del Pongo                               | 1                                                 | 2                                                 | 3                                                 |   |   |                       |             |             |   |                              |                              |                              |              |  |
|  | 5                                                 | San Pedro del Pongo                               | 1                                                 | 2                                                 | 3                                                 |   |   |                       |             |             |   | 1                            | Liga de Cuenca               | 1 (8)                        |              |  |
|  |                                                   |                                                   |                                                   |                                                   |                                                   |   |   |                       |             |             |   | 1                            | Liga de Cuenca               | 1 (8)                        |              |  |
|  |                                                   |                                                   | 3                                                 | Baldor Bermeo Cabrera                             | 1 (7)                                             |   |   |                       |             |             |   |                              |                              |                              |              |  |
|  | 3                                                 | Baldor Bermeo Cabrera                             | 3                                                 | Baldor Bermeo Cabrera                             | 1 (7)                                             | 4 | 4 | 8                     |             |             |   |                              |                              |                              |              |  |
|  | 3                                                 | Baldor Bermeo Cabrera                             |                                                   |                                                   |                                                   |   |   | 8                     |             |             |   |                              |                              |                              |              |  |
|  | 6                                                 | Cruz del Vado                                     | 1                                                 | 0                                                 | 1                                                 |   |   |                       |             |             |   |                              |                              |                              |              |  |
|  | 6                                                 | Cruz del Vado                                     | 1                                                 | 0                                                 | 1                                                 |   | 3 | Baldor Bermeo Cabrera | 1 (4)       |             |   | Partido por el tercer puesto | Partido por el tercer puesto | Partido por el tercer puesto |              |  |
|  |                                                   |                                                   |                                                   |                                                   |                                                   |   | 3 | Baldor Bermeo Cabrera | 1 (4)       |             |   | Partido por el tercer puesto | Partido por el tercer puesto | Partido por el tercer puesto |              |  |
|  |                                                   |                                                   | 7                                                 | Estrella Roja                                     | 1 (2)                                             |   |   |                       |             |             |   |                              |                              |                              |              |  |
|  | 2                                                 | Cuenca F. C.                                      | 7                                                 | Estrella Roja                                     | 1 (2)                                             | 1 | 0 | 1                     |             |             | 4 | Aviced F. C.                 | 3                            |                              |              |  |
|  | 2                                                 | Cuenca F. C.                                      |                                                   |                                                   |                                                   |   |   | 1                     |             |             | 4 | Aviced F. C.                 | 3                            |                              |              |  |
|  | 7                                                 | Estrella Roja                                     | 2                                                 | 4                                                 | 6                                                 |   |   |                       |             |             |   |                              | 7                            | Estrella Roja                | 2            |  |
|  | 7                                                 | Estrella Roja                                     | 2                                                 | 4                                                 | 6                                                 |   |   |                       |             |             |   |                              | 7                            | Estrella Roja                | 2            |  |
|  |                                                   |                                                   |                                                   |                                                   |                                                   |   |   |                       |             |             |   |                              |                              |                              |              |  |

### Cuartos de final
| Fecha              | Lugar          | Local                 |                             | Resultado |                             | Visitante             |
| ------------------ | -------------- | --------------------- | --------------------------- | --------- | --------------------------- | --------------------- |
| 22 de julio, 15:00 | Cuenca         | Tecni Club            | Bandera de Cuenca (Ecuador) | 0 – 4     | Bandera de Cuenca (Ecuador) | Liga de Cuenca        |
| 28 de julio, 19:00 | Cuenca         | Liga de Cuenca        | Bandera de Cuenca (Ecuador) | 6 – 1     | Bandera de Cuenca (Ecuador) | Tecni Club            |
| 22 de julio; 11:00 | Cuenca         | Estrella Roja         | Bandera de Cuenca (Ecuador) | 2 – 1     | Bandera de Cuenca (Ecuador) | Cuenca F. C.          |
| 30 de julio, 11:00 | Cuenca         | Cuenca F. C.          | Bandera de Cuenca (Ecuador) | 0 – 4     | Bandera de Cuenca (Ecuador) | Estrella Roja         |
| 22 de julio; 10:00 | Paute          | Cruz del Vado         | Bandera de Cuenca (Ecuador) | 1 – 4     |                             | Baldor Bermeo Cabrera |
| 29 de julio, 13:00 | Ponce Enríquez | Baldor Bermeo Cabrera |                             | 4 – 0     | Bandera de Cuenca (Ecuador) | Cruz del Vado         |
| 23 de julio, 11:00 | Girón          | San Pedro del Pongo   |                             | 1 – 5     | Bandera de Cuenca (Ecuador) | Aviced F. C           |
| 28 de julio, 15:00 | Cuenca         | Aviced F. C           | Bandera de Cuenca (Ecuador) | 2 – 2     |                             | San Pedro del Pongo   |

### Semifinales
| Fecha              | Lugar  | Equipo 1              |                             | Resultado     |                             | Equipo 2      |
| ------------------ | ------ | --------------------- | --------------------------- | ------------- | --------------------------- | ------------- |
| 5 de agosto, 11:00 | Cuenca | Liga de Cuenca        | Bandera de Cuenca (Ecuador) | 2 – 1         | Bandera de Cuenca (Ecuador) | Aviced F. C.  |
| 5 de agosto, 15:00 | Cuenca | Baldor Bermeo Cabrera |                             | (4) 1 – 1 (2) | Bandera de Cuenca (Ecuador) | Estrella Roja |

### Partido por el tercer puesto
| Fecha               | Lugar  | Equipo 1     |                             | Resultado |                             | Equipo 2      |
| ------------------- | ------ | ------------ | --------------------------- | --------- | --------------------------- | ------------- |
| 13 de agosto, 09:00 | Cuenca | Aviced F. C. | Bandera de Cuenca (Ecuador) | 3 – 2     | Bandera de Cuenca (Ecuador) | Estrella Roja |

### Final
| Fecha               | Lugar  | Equipo 1       |                             | Resultado     |  | Equipo 2              |
| ------------------- | ------ | -------------- | --------------------------- | ------------- |  | --------------------- |
| 13 de agosto, 13:00 | Cuenca | Liga de Cuenca | Bandera de Cuenca (Ecuador) | (8) 1 – 1 (7) |  | Baldor Bermeo Cabrera |

| Bandera de Cuenca (Ecuador)                  |
| Campeón Liga Deportiva de Cuenca 15.° título |

## Tabla general
| Pos. | Equipos               | Prom. | Pts. | PJ | PG | PE | PP | GF | GC | Dif. | Fase en la que concluyó su participación |
| ---- | --------------------- | ----- | ---- | -- | -- | -- | -- | -- | -- | ---- | ---------------------------------------- |
| 1.   | Liga de Cuenca (C)    | 2.833 | 34   | 12 | 11 | 1  | 0  | 49 | 4  | +45  | Final                                    |
| 2.   | Baldor Bermeo Cabrera | 2.333 | 28   | 12 | 8  | 4  | 0  | 39 | 7  | +32  | Final                                    |
| 3.   | Aviced F. C.          | 2.083 | 25   | 12 | 8  | 1  | 3  | 42 | 12 | +30  | Partido por el tercer puesto             |
| 4.   | Estrella Roja         | 1.750 | 21   | 12 | 6  | 3  | 3  | 28 | 14 | +14  | Partido por el tercer puesto             |
| 5.   | Cuenca F. C.          | 2.200 | 22   | 10 | 7  | 1  | 2  | 31 | 9  | +22  | Cuartos de final                         |
| 6.   | San Pedro del Pongo   | 1.500 | 15   | 10 | 4  | 3  | 3  | 24 | 17 | +7   | Cuartos de final                         |
| 7.   | Cruz del Vado         | 1.300 | 13   | 10 | 4  | 1  | 5  | 18 | 19 | −1   | Cuartos de final                         |
| 8.   | Tecni Club            | 1.300 | 13   | 10 | 4  | 1  | 5  | 15 | 27 | −12  | Cuartos de final                         |
| 9.   | Paute F. C.           | 1.250 | 10   | 8  | 3  | 1  | 4  | 9  | 7  | +2   | Primera fase                             |
| 10.  | Propraxis             | 1.125 | 9    | 8  | 3  | 0  | 5  | 10 | 13 | −3   | Primera fase                             |
| 11.  | Atenas F. C.          | 0.750 | 6    | 8  | 1  | 3  | 4  | 12 | 12 | 0    | Primera fase                             |
| 12.  | Cuenca City           | 0.625 | 5    | 8  | 1  | 2  | 5  | 8  | 24 | −16  | Primera fase                             |
| 13.  | Santa Isabel F. C.    | 0.375 | 3    | 8  | 1  | 0  | 7  | 5  | 35 | −30  | Primera fase                             |
| 14.  | Santa Ana S. C.       | 0.125 | 1    | 8  | 0  | 1  | 7  | 6  | 53 | −47  | Primera fase                             |
| 15.  | El Cuartel            | 0.000 | 0    | 8  | 0  | 0  | 8  | 4  | 47 | −43  | Primera fase                             |

## Clasificados a los play-offs del Ascenso Nacional 2023
| Bandera de Cuenca (Ecuador) |                       | Bandera de Cuenca (Ecuador) |
| Liga de Cuenca              | Baldor Bermeo Cabrera | Cruz del Vado               |
| Campeón                     | Subcampeón            | 7.° puesto                  |
| 13/8/2023                   | 13/8/2023             | 29/7/2023                   |